# 1,5-萘二酚
1,5-萘二酚是一种有机化合物，化学式为C10H6(OH)2，是萘二酚的同分异构体之一。它是无色晶体，可溶于极性有机溶剂，是一些染料的前驱体。它也是超分子化学中的常用试剂。

## 制备及性质
它可由1,5-萘二磺酸二钠和氢氧化钠加热反应，之后经酸化得到。
它经过反应可以得到重氮盐，进而制备偶氮染料。它可以被三氧化铬氧化，得到一种天然染料胡桃醌。